# Turó del Soler (Ripoll)
|  | Aquest article tracta sobre Turó del Soler de Ripoll. Vegeu-ne altres significats a «Turó del Soler». |

El Turó del Soler és una muntanya de 1.006 metres que es troba al municipi de Ripoll, a la comarca catalana del Ripollès.